# Соціальна екологія (академічна сфера)
Соціальна екологія вивчає відносини у системі «суспільство — природа» між людьми та навколишнім середовищем, а також взаємозалежність серед людей, колективів та інституцій (Микола Реймерс).  
Розвиваючись з біологічної екології, екології людини, теорії систем і екологічної психології, соціальна екологія набуває «широкої, міждисциплінарної точки зору, що приділяє більше уваги соціальним, психологічним, інституційним і культурним контекстам відносин між людьми і навколишнім середовищем, ніж попередні версії екології людини»
Соціальна екологія в даний час формується як приватна самостійна наука зі специфічним предметом дослідження, а саме: 
- склад і особливості інтересів соціальних верств і груп, які експлуатують природні ресурси;

- сприйняття різними соціальними верствами і групами екологічних проблем і заходів з регулювання природокористування;

- облік і використання на практиці природоохоронних заходів, виокремлюючи особливості та інтереси соціальних верств і груп.

## Види соціальної екології
Соціальна екологія поділяється на:
- економічна
- демографічна
- урбаністична
- футурологічна
- правова

## Основні задачі та проблеми
Головною задачею соціальної екології є вивчення механізмів впливу людини на навколишнє середовище та і тих перетворень в ній, які виступають результатом людської діяльності.
Проблеми соціальної екології зводяться переважно до трьох головних груп:
- планетарного масштабу - глобальний прогноз про населення і ресурси в умовах інтенсивного промислового розвитку (глобальна екологія) і визначення шляхів подальшого розвитку цивілізації;

- регіонального масштабу - вивчення стану окремих екосистем на рівні регіонів і районів (регіональна екологія);

- мікромасштабні - вивчення основних характеристик і параметрів міських умов життя (екологія міста або соціологія міста).

## Концептуальна орієнтація
Згідно Стокольз основними принципами соціальної екології є: 
- Багатовимірна структура середовища людини — фізичні та соціальні, природні та побудовані особливості; об'єктивно-матеріальний, а також сприйнятий-символічний (або семіотичний); віртуальні та місцеві функції
- Крос-дисциплінарний, багаторівневий, контекстуальний аналіз відносин між людьми та навколишнім середовищем, що охоплює проксимальний та дистальний масштаби (від вузької до широкої просторової, соціокультурної та часової сфери)
- Принципи систем, особливо петлі зворотного зв'язку, взаємозалежність елементів системи, передбачення ненавмисних побічних ефектів державної політики та екологічних заходів
- Переклад теоретичних і дослідницьких результатів у заходи громад та політику
- Привілейовування та об'єднання академічних та неакадемічних перспектив, включаючи вчених та академіків, громадян та громадських груп зацікавлених сторін, бізнес-лідерів та інших професійних груп, а також урядовців.
- Трансдисциплінарні цінності та орієнтація, синтезуючи поняття та методи з різних галузей, що стосуються окремих дослідницьких тем.[3]

## Академічні програми
Кілька академічних програм поєднують широке визначення «екологічних досліджень» з аналізом соціальних процесів, біологічних міркувань і фізичного середовища. Ряд програм соціального екологічного навчання та дослідницьких інститутів формують глобальну еволюцію соціальної екологічної парадигми. Наприклад, див.: 
- UC Irvine Школа соціальної екології
- Єльська школа лісового господарства та екологічних досліджень
- Корнельський університетський коледж екології людини
- Нью-Йоркський університет, екологічна освіта
- Інститут соціальної екології в Плейнфілді, В.Т.
- Інститут соціально-екологічних досліджень, Франкфурт
- Інститут соціальної екології, Відень
- Стокгольмський центр стійкості

Більшість з 120 перерахованих програм у сфері екології людини знаходяться за посиланням нижче, але багато з них перетинаються з соціальною екологією: 
- Перелік програм та інституцій Товариства екології людини